# إليس كانون
إليس كانون (بالإنجليزية: Ellis Cannon)‏ هو ناشر ومحامي ومقدم تلفزيوني أمريكي، ولد في 28 مارس 1959م في ميدلاند في الولايات المتحدة.